# Капитуляция Эрфурта
При капитуляции Эрфурта 16 октября 1806 года большая часть войск Королевства Пруссия под командованием генерал-лейтенанта принца Оранского сдалась маршалу Франции Иоахиму Мюрату в городе Эрфурт (ныне в Германии). Прусские солдаты были деморализованы сокрушительным поражением в битве при Йене и Ауэрштедте 14 октября и не желали оказывать большого сопротивления. Событие произошло во время Войны четвёртой коалиции, части наполеоновских войн. Эрфурт расположен на реке Гера примерно в 40 км к западу от Йены.
Всего за восемь дней до этого император Франции Наполеон I вторгся в Саксонию с большой армией и быстро нанес своим врагам два незначительных поражения. За этим последовала катастрофа 14 октября. После битвы организация прусской армии распалась. Большое количество прусских беглецов от битвы вошли в Эрфурт, и их нельзя было заставить уйти. Когда французская кавалерия Мюрата подошла к городу, он был сдан без боя.